# Lennart Aspegren
Lennart Aspegren (Stenungsön, 23 juli 1931) is een Zweeds jurist. Hij diende als rechter sinds 1985 en was daarnaast juridisch adviseur voor de Zweedse regering die hij ook internationaal vertegenwoordigde. Van 1995 tot 2000 was hij rechter van het Rwanda-tribunaal in Tanzania.

## Levensloop
Aspegren studeerde rechten, economie en politicologie aan de Universiteit van Stockholm en slaagde daar in 1958 als Master of Laws. Verder studeerde hij internationaal recht aan de Amerikaanse Universiteit van Beiroet in Libanon. Het Zweeds en Frans zijn zijn twee moedertalen en verder beheerst hij het Duits, Spaans en Italiaans.
Aspegren begon zijn loopbaan in 1958 als magistraat en had sinds 1980 eveneens zitting in de rechtbank voor arbeidszaken. Van 1994 tot 1995 was hij verder lid van het hoogste rechtsorgaan voor sociale zekerheid.
Vanaf 1969 had hij veelvuldig bijzonder verlof om te dienen als juridisch adviseur voor de Zweedse regering. Vanaf 1979 was hij Ondersecretaris voor Justitie en vanaf 1983 hoofd van de juridische afdeling van het Ministerie van Openbaar Bestuur (Civildepartementet). Vanaf 1991 was hij ondersecretaris voor internationale betrekkingen, waaronder die met de Europese Economische Gemeenschap, en van 1992 tot 1993 was hij speciaal gezant voor het Ministerie van Justitie om de juridische ontwikkeling van de drie nieuwe Baltische staten bij te staan. Verder werd hij in 1995 benoemd tot speciaal rapporteur voor een bilateraal project met Zuid-Afrika voor de hervorming van het juridische systeem.
In de jaren zeventig maakte hij voor het Londense Amnesty International een aantal mensenrechtenreizen naar Joegoslavië, Griekenland, Bolivia, Tunesië en Marokko en was hij onder de vlag van de Wereldraad van Kerken een van de waarnemers tijdens de verkiezingen van Bolivia van 1978.	Hij leverde inzet voor een aantal internationale juridische beroepsorganisaties en nam verder deel aan commissies en delegaties van bijvoorbeeld het VN-Ontwikkelingsprogramma (UNDP), de Organisatie voor Economische Samenwerking en Ontwikkeling (OESO) en de Internationale Arbeidsorganisatie (ILO). Hij bracht verschillende publicaties uit.
In 1995 werd hij benoemd tot rechter van het Rwanda-tribunaal in Arusha in Tanzania. Hier bleef hij aan tot 2000. Na zijn pensionering bleef hij actief in de verdediging van de mensenrechten.